# Hecates Tholus
Hecates Tholus – wulkan położony w regionie Elyzjum na Marsie. Obserwacje sondy Mars Express należącej do Europejskiej Agencji Kosmicznej wskazują, że 350 milionów lat temu nastąpiła duża erupcja tego wulkanu. Wybuch utworzył kalderę o średnicy 10 km. Przypuszcza się, że pokłady lodu wypełniły następnie kalderę i przyległe obniżenie. Pomiar ilości kraterów wskazuje, że nastąpiło to od 5 do 20 milionów lat temu. Jednakże z modeli klimatycznych wynika, że lód na Hecates Tholus jest obecnie niestabilny, co wskazuje na postępującą zmianę klimatu. Wykazano, że wiek lodowców odpowiada okresowi zwiększonego nachylenia osi obrotu Marsa.
Współrzędne wulkanu wynoszą 32,12°N, 209,76°E, średnica wulkanu to 182 km. Jest położony najdalej na północ ze wszystkich wulkanów Elyzjum; pozostałe to Elysium Mons i Albor Tholus.
W nazewnictwie planetarnym "tholus" oznacza "małą kopulastą górę lub wzgórze".

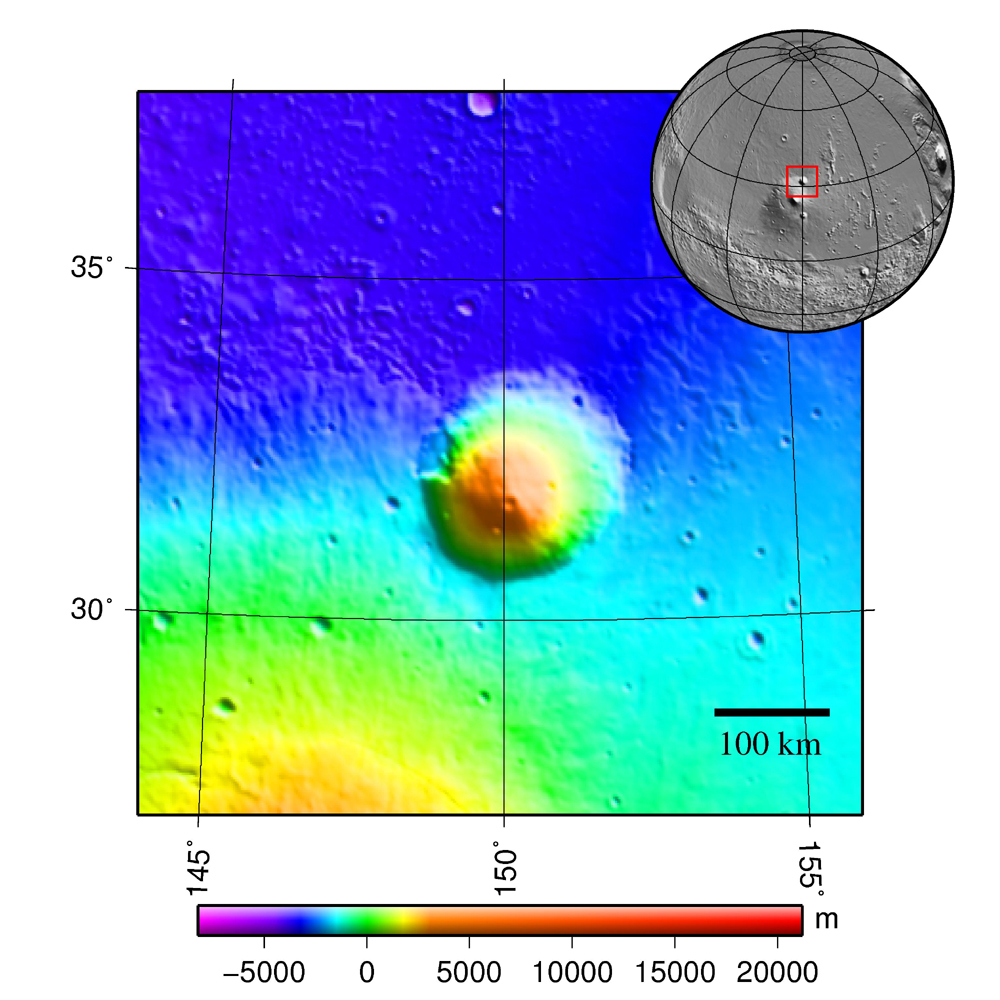
Topografia Hecates Tholus.
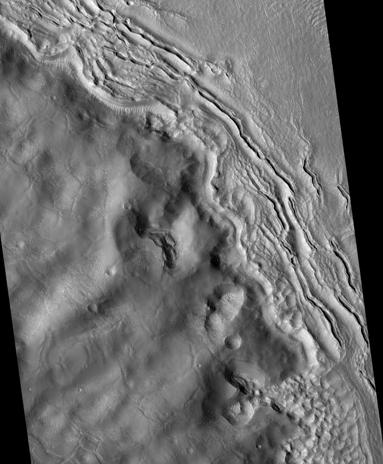
Grzbiety Hecates Tholus sfotografowane przy pomocy HiRISE. Granie leżą na zachód-północny zachód od Hecates Tholus.
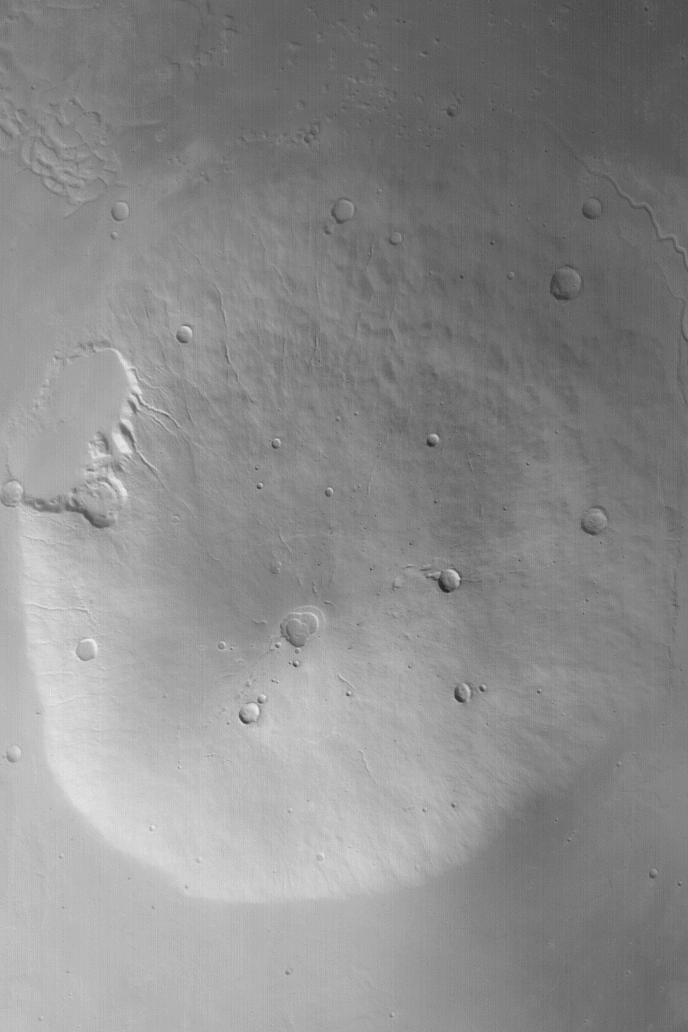
Zdjęcie wykonane przez Mars Orbiter Camera na pokładzie Mars Global Surveyor.